# Casti-Wergenstein

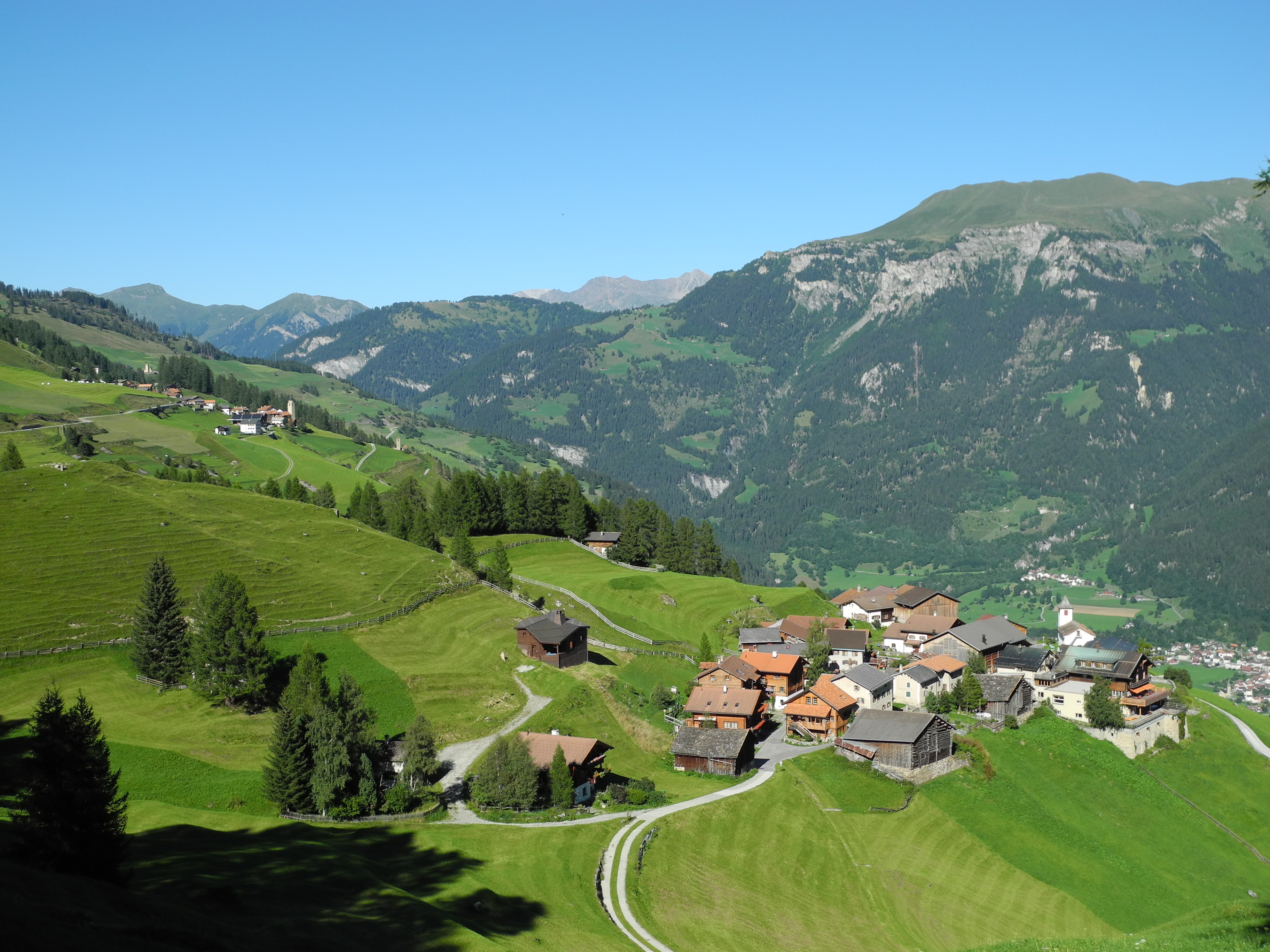
Orten Wergenstein/Vargistagn.

Casti-Wergenstein (tyska) eller Casti-Vargistagn (rätoromanska) var en tidigare kommun i regionen Viamala i kantonen Graubünden, Schweiz. Kommunen slogs den 1 januari 2021 samman med kommunerna Donat, Lohn och Mathon till den nya kommunen Muntogna da Schons.
Det var en av de minsta kommunerna i såväl kantonen som hela landet, och bestod av de två byarna Casti och Wergenstein (Vargistagn), som fram till 1923 bildade var sin kommun, samt fäboden Dumagns. De ligger på Schamserberg (Muntogna da Schons) (sydostsluttningen av berget Piz Beverin) på västra sidan av floden Hinterrhein i dalen Schams (Schons).

## Språk
Det traditionella språket är sutsilvansk rätoromanska. Till skillnad från kommunerna nere i dalbottnen, som nästan helt har förtyskats under 1900-talet, har det gamla språket hållit sig kvar i byarna på bergssluttningen. Det har varit modersmål för nästan hela befolkningen ända fram till slutet av 1900-talet då tyska språket fick ett stort inpass, så att det nu är endast halva befolkningen som har rätoromanska som modersmål, även om de flesta kan tala och förstå det. Den mycket lilla befolkningen gör dock att statistiken här kan förändras med stora språng, även vid små nominella förändringar.

## Religion
Kyrkan är sedan 1530-talet reformert.

## Utbildning
Låg- och mellanstadieeleverna går i den för hela Schamserberg gemensamma skolan i Donat, där undervisningen bedrivs på rätoromanska. Högstadieeleverna går i skola i Zillis i dalbottnen, där skolspråket är tyska.